# Manchester United F.C. mùa bóng 1974–75
Mùa giải 1974-75 là mùa giải lần thứ 72 của Manchester United ở The Football League và mùa giải đầu tiên của đội bóng ở Giải hạng hai Anh  kể từ mùa giải 1937-1938, sau khi bị xuống hạng từ giải hạng nhất vào cuối mùa giải trước.
United đã bị suy giảm ổn định sau những ngày vinh quang của những năm 1960, sự tin tưởng vào năng lực của Huấn luyện viên Tommy Docherty bị suy giảm, giá vé bán ra với mức giá thấp hơn. Chính sách chuyển nhượng đáng chú ý trong đội hình trước mùa giải của ông Docherty là tiền đạo Stuart Pearson với một mức phí ký 200 000£ từ Hull City và tiền đạo này ra mắt thành công ngay lập tức và kết thúc mùa giải là cầu thủ ghi bàn hàng đầu với 17 bàn thắng tại giải đấu.
United mở đầu mùa giải với chiến thắng 2–0 trước Orient (đội bóng này lỡ hẹn với trận đấu loại thăng hạng trực tiếp vào mùa giải trước và chiến thắng 4–0 trên sân nhà trước Millwall trong đó tiền vệ Gerry Daly lập được một hat-trick. Đó là hai trong 10 trận bất bại trước mùa giải sau đó United để thua trận đầu tiên, cựu tiền đạo của United Ted MacDougall ghi cả hai bàn cho Norwich City tại sân Carrow Road, nhưng sau đó là một chuỗi trận bất bại tiếp theo của United khi có đến 5 chiến thắng, một trận hòa và chỉ để lọt lưới một bàn. Sau một trận thắng lớn với tỷ số 4-0 trước Oxford United (Pearson ghi được một hat-trick), thủ môn Alex Stepney đã giữ sạch lưới 12 trong 18 tại Giải đấu và giải đấu Cup, đây được xem là một kỷ lục báo hiệu cho sự tiến bộ vượt trội của United trong mùa giải này, hàng phòng ngự của United là điểm tựa vững chắc cho những trận thắng.
Éo le thay, United bị thủng lưới 10 bàn thắng trong năm trận đấu tiếp theo, bao gồm cả thất bại tại Bristol City và Hull nhưng giành chiến thắng bằng tỷ số 3-2 với đội tốp bảng với Sunderland tại Old Trafford dưới sự chứng kiến của 60 585 khán giả đến sân theo dõi trận đấu này. Tuần sau, United bị cầm hòa bởi Sheffield Wednesday, trận đấu đáng chú ý với tỷ số 4-4 và trung vệ Jim Holton của United phải nghĩ hết mùa giải do bị gãy một chân.
Từ năm 1974 chuyển sang năm 1975, kết quả của United bị dao động. United đã bất ngờ bị đánh bật ra khỏi Cúp FA tại vòng 3 bởi đội Walsall và phải chịu một thất bại sau hai lượt trận bởi Norwich trong trận bán kết của Cúp Liên đoàn bóng đá Anh.
Vào cuối mùa giải, với thành tích 11 trận bất bại trong đó có 8 trận thắng đã giúp United đăng quang chức vô địch ngay mùa giải đầu tiên ở giải hạng hai Anh. Bản hợp đồng đáng chú ý ở giai đoạn lượt về này là cầu thủ trẻ chạy cánh Steve Coppell mà Docherty mua từ câu lạc bộ Tranmere Rovers với mức phí 60 000£. Steve Coppell ra mắt trận đầu tiên trong chiến thắng 4-0 trước Cardiff.

## Hạng hai Anh
| Thời gian                | Đối thủ              | H/A | Tỷ số Bt-Bb | Cầu thủ ghi bàn                    | Số lượng khán giả |
| ------------------------ | -------------------- | --- | ----------- | ---------------------------------- | ----------------- |
| 17 tháng 8 năm 1974      | Orient               | A   | 2–0         | Morgan, Houston                    | 17,772            |
| 24 tháng 8 năm 1974      | Millwall             | H   | 4–0         | Daly (3; 2 pen.), Pearson          | 44,756            |
| 28 tháng 8 năm 1974      | Portsmouth           | H   | 2–1         | Daly (pen.), McIlroy               | 42,547            |
| 31 tháng 8 năm 1974      | Cardiff City         | A   | 1–0         | Daly (pen.)                        | 22,344            |
| 7 tháng 9 năm 1974       | Nottingham Forest    | H   | 2–2         | Greenhoff, McIlroy                 | 40,671            |
| 14 tháng 9 năm 1974      | West Bromwich Albion | A   | 1–1         | Pearson                            | 28,666            |
| 16 tháng 9 năm 1974      | Millwall             | A   | 1–0         | Daly (pen.)                        | 16,988            |
| 21 tháng 9 năm 1974      | Bristol Rovers       | H   | 2–0         | Greenhoff, Prince (o.g.)           | 42,948            |
| 25 tháng 9 năm 1974      | Bolton Wanderers     | H   | 3–0         | Macari, Houston, McAllister (o.g.) | 47,084            |
| 28 tháng 9 năm 1974      | Norwich City         | A   | 0–2         |                                    | 24,586            |
| 5 tháng 10 năm 1974      | Fulham               | A   | 2–1         | Pearson (2)                        | 25,513            |
| 12 tháng 10 năm 1974     | Notts County         | H   | 1–0         | McIlroy                            | 46,565            |
| 15 tháng 10 năm 1974     | Portsmouth           | A   | 0–0         |                                    | 25,608            |
| 19 tháng 10 năm 1974     | Blackpool            | A   | 3–0         | Forsyth, Macari, McCalliog         | 25,370            |
| 26 tháng 10 năm 1974     | Southampton          | H   | 1–0         | Pearson                            | 48,724            |
| 2 tháng 11 năm 1974      | Oxford United        | H   | 4–0         | Pearson (3), Macari                | 41,909            |
| 9 tháng 11 năm 1974      | Bristol City         | A   | 0–1         |                                    | 28,104            |
| 16 tháng 11 năm 1974     | Aston Villa          | H   | 2–1         | Daly (2; 1 pen.)                   | 55,615            |
| 23 tháng 11 năm 1974     | Hull City            | A   | 0–2         |                                    | 23,287            |
| 30 tháng 11 năm 1974     | Sunderland           | H   | 3–2         | Pearson, Morgan, McIlroy           | 60,585            |
| ngày 7 tháng 12 năm 1974 | Sheffield Wednesday  | A   | 4–4         | Houston, Macari (2), Pearson       | 35,230            |
| 14 tháng 12 năm 1974     | Orient               | H   | 0–0         |                                    | 41,200            |
| 21 tháng 12 năm 1974     | York City            | A   | 1–0         | Pearson                            | 15,314            |
| 26 tháng 12 năm 1974     | West Bromwich Albion | H   | 2–1         | McIlroy, Daly (pen.)               | 51,104            |
| 28 tháng 12 năm 1974     | Oldham Athletic      | A   | 0–1         |                                    | 26,356            |
| 11 tháng 1 năm 1975      | Sheffield Wednesday  | H   | 2–0         | McCalliog (2; 1 pen.)              | 45,662            |
| 18 tháng 1 năm 1975      | Sunderland           | A   | 0–0         |                                    | 45,976            |
| 1 tháng 2 năm 1975       | Bristol City         | H   | 0–1         |                                    | 47,118            |
| 8 tháng 2 năm 1975       | Oxford United        | A   | 0–1         |                                    | 15,959            |
| 15 tháng 2 năm 1975      | Hull City            | H   | 2–0         | Houston, Pearson                   | 44,712            |
| 22 tháng 2 năm 1975      | Aston Villa          | A   | 0–2         |                                    | 40,353            |
| 1 tháng 3 năm 1975       | Cardiff City         | H   | 4–0         | Houston, Pearson, McIlroy, Macari  | 43,601            |
| 8 tháng 3 năm 1975       | Bolton Wanderers     | A   | 1–0         | Pearson                            | 38,152            |
| 15 tháng 3 năm 1975      | Norwich City         | H   | 1–1         | Pearson                            | 56,202            |
| 22 tháng 3 năm 1975      | Nottingham Forest    | A   | 1–0         | Daly                               | 21,893            |
| 28 tháng 3 năm 1975      | Bristol Rovers       | A   | 1–1         | Macari                             | 19,337            |
| 29 tháng 3 năm 1975      | York City            | H   | 2–1         | Morgan, Macari                     | 46,802            |
| 31 tháng 3 năm 1975      | Oldham Athletic      | H   | 3–2         | McIlroy, Macari, Coppell           | 56,618            |
| 5 tháng 4 năm 1975       | Southampton          | A   | 1–0         | Macari                             | 21,866            |
| 12 tháng 4 năm 1975      | Fulham               | H   | 1–0         | Daly                               | 52,971            |
| 19 tháng 4 năm 1975      | Notts County         | A   | 2–2         | Houston, Greenhoff                 | 17,832            |
| 26 tháng 4 năm 1975      | Blackpool            | H   | 4–0         | Pearson (2), Macari, Greenhoff     | 58,769            |

| # | Câu lạc bộ        | Tr | T  | H  | B | Bt | Bb | Hs    | Điểm |
| - | ----------------- | -- | -- | -- | - | -- | -- | ----- | ---- |
| 1 | Manchester United | 42 | 26 | 9  | 7 | 66 | 30 | 2.200 | 61   |
| 2 | Aston Villa       | 42 | 25 | 8  | 9 | 79 | 32 | 2.469 | 58   |
| 3 | Norwich City      | 42 | 20 | 13 | 9 | 58 | 37 | 1.568 | 53   |

## FA Cup
| Thời gian          | Vòng đấu       | Đối thủ | H/N/A | Tỷ số Bt-Bb | Cầu thủ ghi bàn      | Số lượng khán giả |
| ------------------ | -------------- | ------- | ----- | ----------- | -------------------- | ----------------- |
| 4 tháng 1 năm 1975 | Vòng 3         | Walsall | H     | 0–0         |                      | 43,353            |
| 7 tháng 1 năm 1975 | Vòng 3 Đấu lại | Walsall | A     | 2–3 (aet)   | Daly (pen.), McIlroy | 18,105            |

## League Cup
| Thời gian                | Vòng đấu        | Đối thủ           | H/N/A | Tỷ số Bt-Bb | Cầu thủ ghi bàn                             | Số lượng khán giả |
| ------------------------ | --------------- | ----------------- | ----- | ----------- | ------------------------------------------- | ----------------- |
| 11 tháng 9 năm 1974      | Vòng 2          | Charlton Athletic | H     | 5–1         | Macari (2), McIlroy, Houston, Bowman (o.g.) | 21,616            |
| 9 tháng 10 năm 1974      | Vòng 3          | Manchester City   | H     | 1–0         | Daly (pen.)                                 | 55,159            |
| 13 tháng 11 năm 1974     | Vòng 4          | Burnley           | H     | 3–2         | Macari (2), Morgan                          | 46,275            |
| 4 tháng 12 năm 1974      | Vòng 5          | Middlesbrough     | A     | 0–0         |                                             | 36,005            |
| 18 tháng 12 năm 1974     | Vòng 5 Đấu lại  | Middlesbrough     | H     | 3–0         | Pearson, McIlroy, Macari                    | 49,501            |
| 15 tháng 1 năm 1975      | Bán kết Lượt đi | Norwich City      | H     | 2–2         | Macari (2)                                  | 58,010            |
| ngày 22 tháng 1 năm 1975 | Bán kết Lượt về | Norwich City      | A     | 0–1         |                                             | 31,621            |